# تپه باروت‌خانه دهفول
تپه باروت‌خانه دهفول مربوط به سده‌های اولیه و میانه دوران‌های تاریخی پس از اسلام است و در شهرستان نهاوند، بخش مرکزی، دهستان طریق اسلام، ضلع شمالی روستای دهفول واقع شده و این اثر در تاریخ ۲۵ آبان ۱۳۸۷ با شمارهٔ ثبت ۲۳۷۳۶ به‌عنوان یکی از آثار ملی ایران به ثبت رسیده‌است.